# 430'erne f.Kr.
Århundreder: 6. århundrede f.Kr. – 5. århundrede f.Kr. – 4. århundrede f.Kr.
Årtier: 480'erne f.Kr. 470'erne f.Kr. 460'erne f.Kr. 450'erne f.Kr. 440'erne f.Kr. – 430'erne f.Kr. – 420'erne f.Kr. 410'erne f.Kr. 400'erne f.Kr. 390'erne f.Kr. 380'erne f.Kr.
År: 439 f.Kr. 438 f.Kr. 437 f.Kr. 436 f.Kr. 435 f.Kr. 434 f.Kr. 433 f.Kr. 432 f.Kr. 431 f.Kr. 430 f.Kr.